# Celso Peçanha
Celso Peçanha (Campos dos Goytacazes, 2 de agosto de 1916 — Rio de Janeiro, 13 de julho de 2016) foi um advogado, jornalista, professor e político brasileiro. Foi governador do Estado do Rio de Janeiro entre os anos de 1961 e 1962. Era parente do ex-Presidente do Brasil Nilo Peçanha.

## Biografia
No ano de 1938, ingressou na Faculdade de Direito de Niterói, onde conseguiu eleger-se, no ano seguinte, vice-presidente da União Nacional dos Estudantes (UNE). Já em 1941, foi nomeado prefeito de Bom Jardim pelo interventor fluminense Ernani do Amaral Peixoto, exercendo o cargo até 1943.
Foi ainda prefeito de Rio Bonito por três vezes, até 1950, quando se elegeu deputado federal pelo estado do Rio de Janeiro na legenda do Partido Trabalhista Brasileiro (PTB). Conseguiu reeleição em 1954, tornando-se vice-líder do partido na Câmara dos Deputados.
Em 1958, foi eleito vice-governador do estado do Rio (na época a eleição para governador e vice-governador se dava separadamente) pelo Partido Social Democrático (PSD), com quase 300 mil votos (53,9%) e com a morte do então governador Roberto Silveira num acidente, em 1961, assumiu o Poder Executivo estadual. No ano de 1962, desligou-se do governo estadual para concorrer ao Senado Federal, onde foi derrotado (3o colocado, com 18,7% dos votos, pouco mais de 213 mil votos), afastando-se após da vida pública para dedicar-se às atividades de procurador do Tribunal de Contas do estado, advogado, jornalista e professor de direito administrativo.
Em 1978 voltou à política, sendo eleito deputado federal no Rio de Janeiro pelo Movimento Democrático Brasileiro (MDB), com 51.955 votos. Após a extinção do regime de bipartidarismo, encontrou dificuldade para definir sua nova filiação partidária, inicialmente permanecendo no PMDB, mas em 1982, integrando o Partido Trabalhista Brasileiro (PTB), reelegeu-se para a Câmara dos Deputados, desta vez com 19.951 votos. Foi um dos fundadores do Partido da Frente Liberal mas não logrou reeleger-se nas eleições para a Assembleia Nacional Constituinte, em 1986.